# LIGO

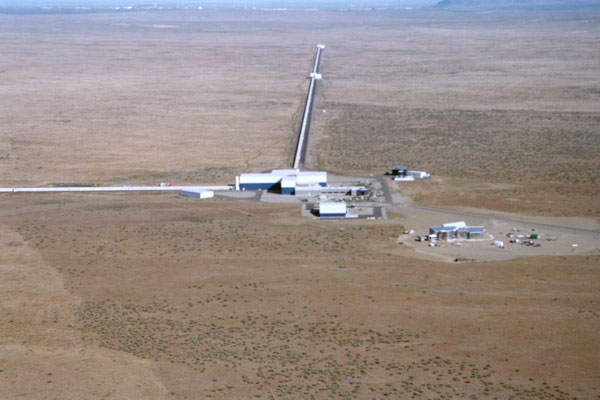
LIGO Hanford

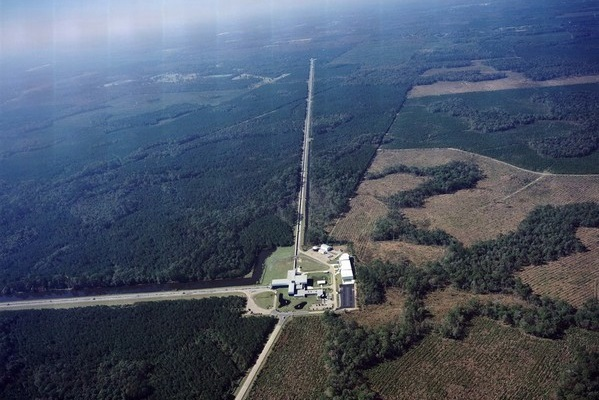
LIGO Livingston

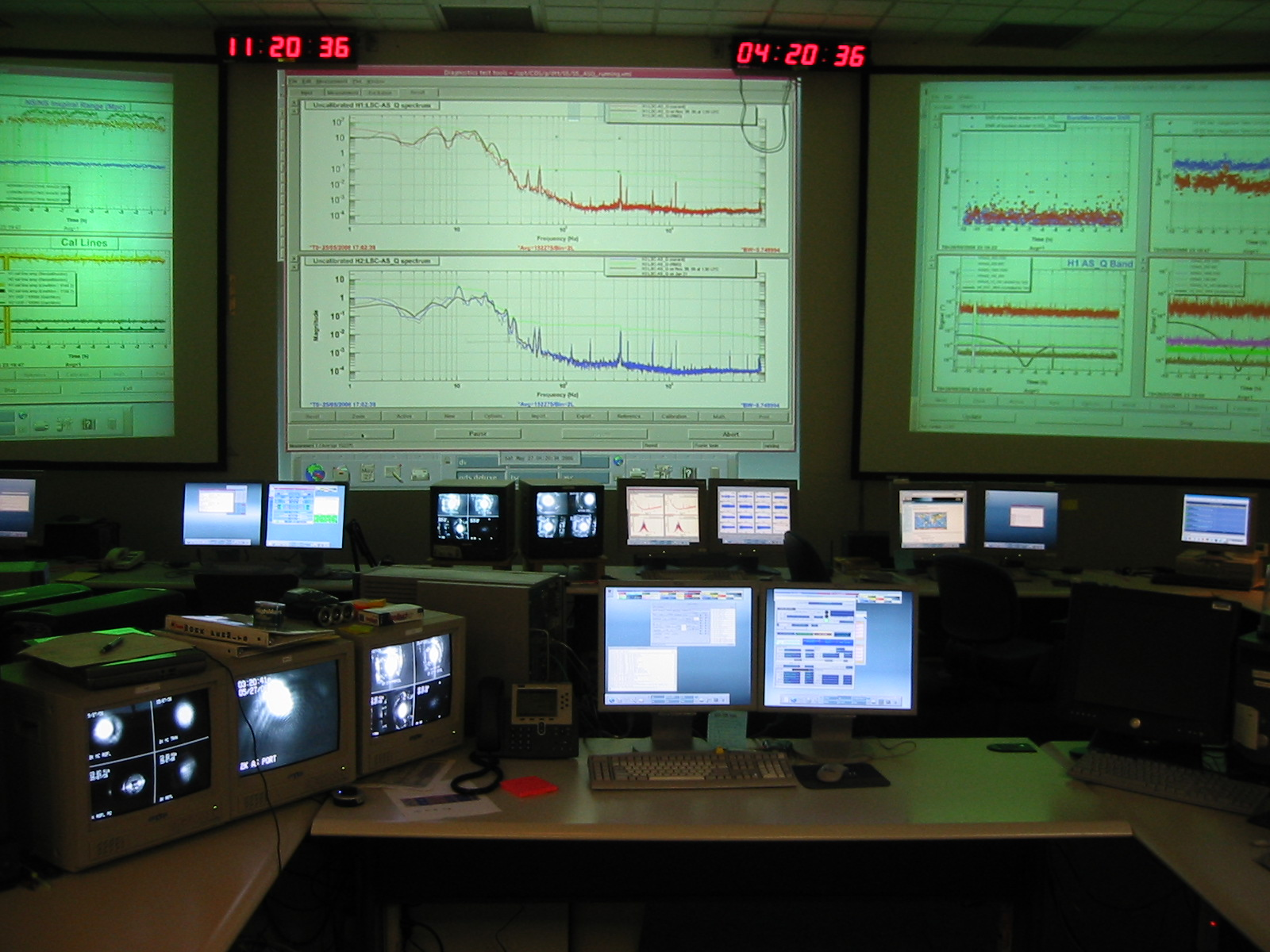
De controlekamer van LIGO in Hanford, Washington

Het Laser Interferometer Gravitational-Wave Observatory (LIGO), is een groot natuurkundig experiment en observatorium  ontworpen voor het waarnemen van cosmische zwaartekrachtgolven. Voor LIGO bestond kwam alle informatie over het universum in de vorm van licht en andere vormen van elektromagnetsche straling, directe exploratie van objecten in het Zonnestelsel, en kosmische straling. Initieel werden twee grote observatoriums gebouwd in de Verenigde Staten met het doel om zwaartekrachtgolven te detecteren door middel van laserinterferometrie. Nog twee andere kleinere zwaartekrachtgolvendetectoren zijn nu operationeel in Japan (KAGRA) en Italië (Virgo). De twee LIGO-observatoriums gebruiken spiegels vier kilometer uit elkaar om veranderingen in de lengte te meten van minder dan een tienduizendste van de diameter van een proton, over een effectieve afstand van 1120 km.
De initiële LIGO-detectoren werden bekostigd door de Amerikaanse National Science Foundation, NSF. Ze werden ontworpen, gebouwd en bediend door Caltech en MIT. De detectoren verzamelden data van 2002 tot 2010, maar geen enkele zwaartekrachtgolven werden gedetecteerd in die periode.
Het geavanceerde LIGO (Advanced LIGO) project om de originele LIGO-detectoren te verbeteren begon in 2008, en wordt nog steeds ondersteund door de NSF, met belangrijke bijdragen van de Britse Science Science and Technology Facilities Council, het Duitse Max-Planck-Gesellschaft en de Australian Research Council. De verbeterde detectoren begonnen met waarnemen in 2015. De eerste detectie van zwaartekrachtgolven werd in 2016 bekend gemaakt door de LIGO Scientific Collaboration (LSC) en de Virgo Collaboration met de internationale samenwerking van wetenschappers van meerdere universiteiten en onderzoeksinstituten. Wetenschappers betrokken bij de analyze van de data voor zwaartekrachtgolvenastronomie zijn georganiseerd door de LSC, die bestaat uit meer dan 1000 wetenschappers wereldwijd, en ook 440.000 actieve Einstein@Home gebruikers in december 2016.
LIGO is het grootste en meest ambitieuse project ooit gefinancieerd door de NSF. In 2017 werd de Nobelprijs voor Natuurkunde uitgereikt aan Rainer Weiss, Kip Thorne en Barry Barish "voor beslissende bijdragen aan de LIGO-detector en de waarneming van zwaartekrachtgolven."
Waarnemingen worden gedaan in "runs". Per january 2022 heeft LIGO drie runs gedaan (met de derde run opgesplitst in twee subruns), en 90 waarnemingen van zwaartekrachtgolven gedaan. Tussen de runs in wordt onderhoud gedaan en upgrades gemaakt van de detectoren. De eerste run, O1, was van 12 september 2015 tot 19 januari 2016 en had de eerste drie detecties, allemaal botsingen van zwarte gaten. De tweede run, O2, was van 30 november 2016 tot 25 augustus 2017 en had acht waarnemingen: zeven botsingen van zwarte gaten en de eerste waarneming van twee botsende neutronensterren. De derde run, O3, begon op 1 april 2019 met O3a tot 30 september 2019 en O3b begon op 1 november 2019 en duurde tot 27 maart 2020, toen de run werd gestopt vanwege COVID-19. De O3-run bevatte de eerste detectie van de botsing tussen een neutronenster en een zwart gat.

De andere zwaartekrachtgolvendetectore Virgo en KAGRA, die beiden drie kilometer lange armen hebben, werken samen met LIGO om verdere waarnemingen te doen, en de vierde run van LIGO (O4) begon op 24 mei 2023. LIGO heeft een gevoeligheidsdoel van 160-190 Mpc voor botsingen van neutronensterren (gevoeligheden: Virgo 80-115 Mpc, KAGRA meer dan 1 Mpc).

Schema van de interferometer van LIGO

## Principe
Een laserstraal wordt gesplitst in twee loodrecht op elkaar staande armen van vier kilometer lang.  Op het uiteinde van elke arm wordt een testmassa geplaatst.  Deze massa is voorzien van een spiegel die, samen met andere spiegels, de straal enkele honderden malen weerkaatst.  Beide weerkaatste stralen worden samen ontvangen en met elkaar vergeleken in een zogenaamde interferometer.  Initieel worden de massa's zo afgesteld dat de twee lichtbundels in tegenfase zijn zodat ze elkaar uitdoven.  Wordt nu een massa ook maar een afstand kleiner dan de diameter van een proton verplaatst dan zullen de twee bundels niet meer in tegenfase zijn en zal de interferometer een signaal afgeven. Als dus de ruimtetijd kan uitdijen en inkrimpen zoals Einstein (1915) voorspeld heeft, dan moet dat met dit systeem vastgesteld kunnen worden.

## Ontdekkingen

De meting van zwaartekrachtgolven door LIGO op 14 september 2015

Op 14 september 2015 om 11:51 Midden-Europese Tijd (MET) namen zowel de Livingston- als de Hanforddetector voor de eerste maal zwaartekrachtsgolven waar. Gebaseerd op de ontvangen signalen berekenden de onderzoekers dat de golven veroorzaakt werden door twee samensmeltende zwarte gaten van 29 en 36 zonnemassa's en dat de gebeurtenis 1,3 miljard jaar geleden plaatsvond. Ongeveer driemaal de massa van zon werd in een fractie van een seconde omgezet in gravitatiegolven met een piekvermogen van vijftigmaal het vermogen van het hele zichtbare heelal. Doordat het signaal in Livingston 7 milliseconden vroeger gedetecteerd werd dan in Hanford, kon men besluiten dat de bron in de zuidelijke hemisfeer gelegen was.
Volgens de Algemene Relativiteitstheorie verliezen zwarte gaten die om elkaar wentelen energie in de vorm van zwaartekrachtsgolven waardoor zij gedurende miljarden jaren steeds dichter bij elkaar komen te staan. Zij wentelen dan steeds sneller om elkaar om tijdens de laatste fractie van een seconde tegen halve lichtsnelheid
tegen elkaar te botsen en zo één massief zwart gat te vormen. Een gedeelte van de gezamenlijke massa wordt volgens Einsteins formule E = m·c² omgezet in zwaartekrachtsgolven die hier op aarde, 1,3 miljard jaar later, ontvangen worden.
Op 26 december 2015 om 5:38:53 MET werd een tweede golf waargenomen. Ook nu weer werden de signalen door beide stations waargenomen met een tijdsverschil van 1,1 milliseconde. De massa's waren 14 en 8 maal de massa van zon, met een restmassa van 21 zonnemassa's. 
4 januari 2017 om 4:11:58 MET werd in Hanford een signaal waargenomen en drie milliseconden later in Livingston. Deze keer bleek de golf van drie miljard lichtjaren ver te komen. Dit is één vijfde van de diameter van het waarneembare heelal en de golf is dus drie miljard jaren onderweg geweest. De massa's bedroegen 19 en 32 zonnemassa's resulterend in een restmassa van 49 zonnemassa's. Twee zonnemassa's werden in 0,12 seconden omgezet in zwaartekrachtsgolven. De impactsnelheid was 0,6 maal de lichtsnelheid. De diameters van de oorspronkelijke zwarte gaten bedroegen respectievelijk 115 en 190 km. Het overblijvende zwarte gat heeft een diameter van 280 km. Even ter vergelijking: onze zon heeft een diameter van 1.400.000 km. Bij de waarneming bewogen de detectoren 1 × 10−18 m (1 attometer ofwel duizend keer minder dan de diameter van een proton).
De wetenschappers van het LIGO maken zich sterk dat zij wel degelijk een zwaartekrachtsgolf hebben waargenomen en niet een of ander toevallig fenomeen omdat beide signalen van Livingston en Hanford een duidelijke correlatie vertonen die uitsteekt boven de achtergrondruis. Zij schatten de fout op 1 in de 70.000 jaar.
Op 17 augustus 2017 werd door LIGO de zwaartekrachtgolf GW170817 gedetecteerd.